# Werauhia bicolor
Werauhia bicolor là một loài thuộc chi Werauhia. Đây là loài đặc hữu của Costa Rica.